# Urocystidaceae
Famille
Les Urocystidaceae sont une famille de charbons de la classe des Ustilaginomycetes de l'ordre des Urocystidales. Leur genre type est Urocystis.

## Liste des genres et espèces
Selon Index Fungorum (26 septembre 2019) :
- Flamingomyces

- Flamingomyces ruppiae

- Ginanniella

- Ginanniella clintoniae
- Ginanniella paridis
- Ginanniella primulae
- Ginanniella primulicola
- Ginanniella schizocaulon
- Ginanniella trientalis

- Melanoxa

- Melanoxa oxalidiellae
- Melanoxa oxalidis

- Melanustilospora

- Melanustilospora ari
- Melanustilospora arisari

- Mundkurella

- Mundkurella heptapleuri
- Mundkurella japonica
- Mundkurella kalopanacis
- Mundkurella mohgaoense
- Mundkurella mohgaoensis
- Mundkurella mossii
- Mundkurella schefflerae

- Paepalopsis

- Paepalopsis deformans
- Paepalopsis irmischiae
- Paepalopsis trientalis

- Tuburcinia

- 162 espèces avec Tuburcinia trientalis  pour espèce-type

- Urocystis

- 250 espèces avec Urocystis occulta  pour espèce-type

- Ustacystis

- Ustacystis gei
- Ustacystis waldsteiniae

- Vankya

- Vankya heufleri
- Vankya lloydiae
- Vankya ornithogali
- Vankya vaillantii

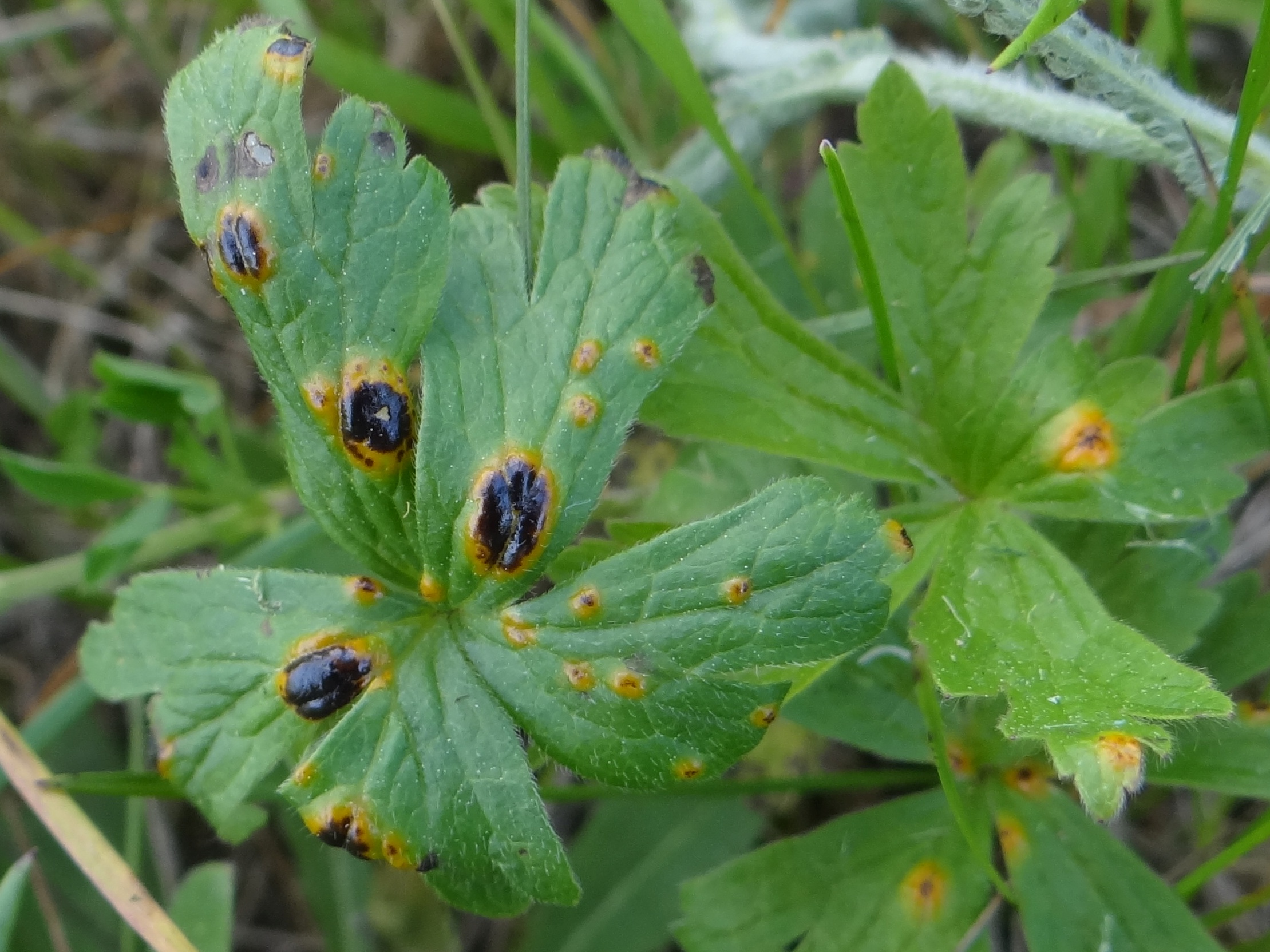
Urocystis anemones sur Anemone nemorosa (Pologne)
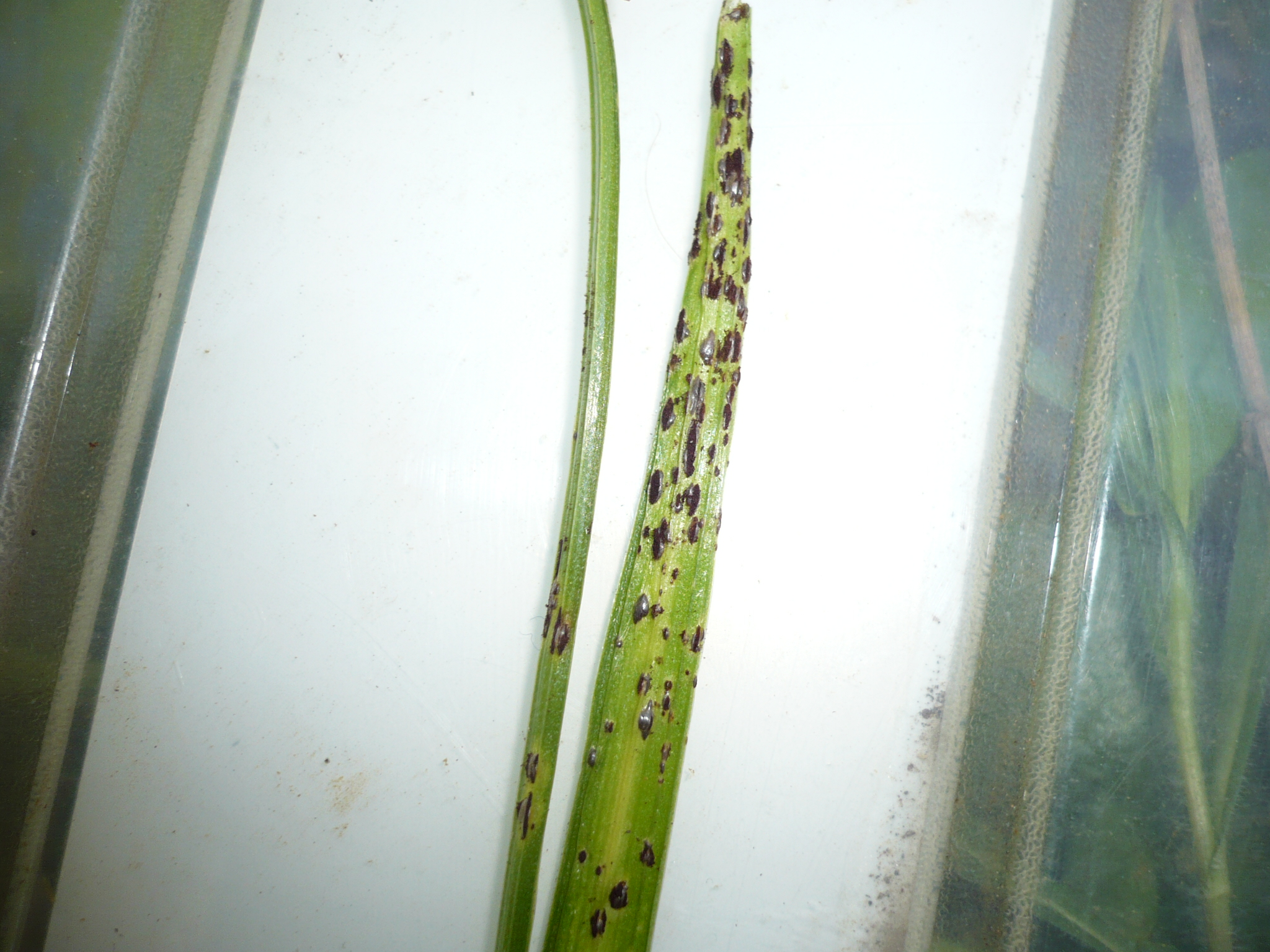
Urocystis galanthi sur Galanthus nivalis (Autriche)
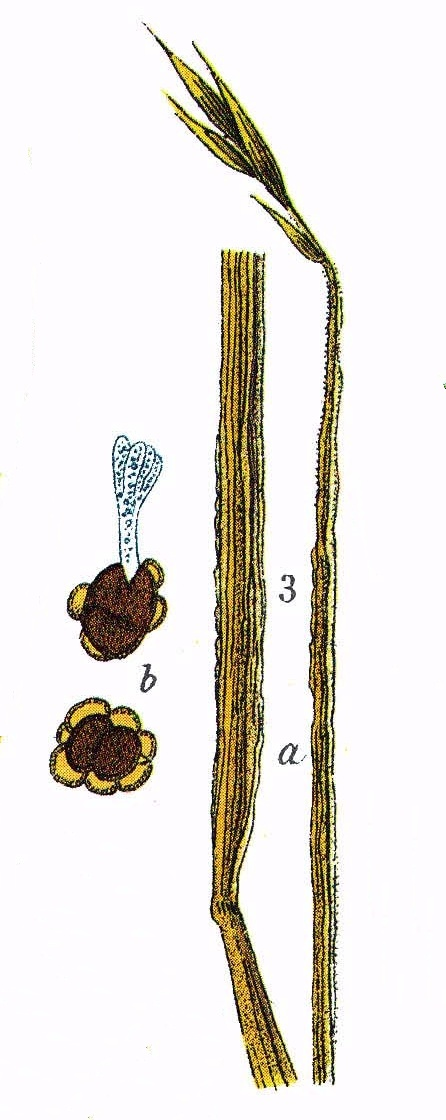
Urocystis occulta sur une graminée